# Armando Marrocco
Armando Marrocco (Galatina, 8 febbraio 1939) è un artista, pittore e scultore italiano, esponente della corrente dell'arte comportamentale.
La sua opera Uomo e Formica, 1968 ne costituisce un significativo esempio.  L'opera viene esposta a Milano nel 1971 nella Galleria Apollinaire di Guido Le Noci, dove l'artista giunge a ricostruire un habitat-formicaio con 2000 formiche vive, suscitando l'interesse di Pierre Restany e Renato Barilli.
Una particolarità che riguarda gli esordi dell'artista è costituita dall'utilizzo del semplice pseudonimo di Armando Marocco effettuato dall'artista negli anni '60 e '70, per cui molte delle opere di questo periodo non sono firmate Armando Marrocco ma appunto Armando Marocco.

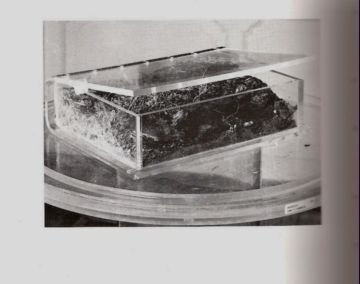
Armando Marrocco
Uomo e Formica - Libro oggetto in plexiglas contenente muschio, legno, terra e formiche vive, 1968

## La formazione
Inizia precocemente come apprendista in alcune botteghe di artigiani del suo paese natìo dove subisce il fascino della manualità e dei vari materiali. 
Durante gli studi artistici frequenta uno studio di progettazione urbanistica, esperienza che gli sarà di supporto per la sua collaborazione futura con avviati studi di architettura, Drago-Malara e Salvati-Tresoldi a Milano, Scrimieri-Genco-Caproni a Roma.

## Gli esordi
La svolta nella sua vita artistica si ha sul finire del 1962, quando su consiglio di Lucio Fontana decide di trasferirsi a Milano, città ricca di fermenti artistici. 

Inizia ad esporre presso alcune delle più rinomate gallerie milanesi come la Galleria del Cenobio-Visualità, la Galleria Montenapoleone e la Galleria Apollinaire, dove entra in contatto con Pierre Restany, fondatore del Nouveau Réalisme. Questi lo invita a collaborare con Jean Tinguely all'allestimento della Vittoria durante la ricorrenza del X Anniversario della Nascita del Nouveau Réalisme, tenutasi in Piazza Duomo a Milano, nel 1970.
Il critico francese si dimostrerà in seguito estremamente sensibile all'arte di Marrocco, chiamandolo a partecipare in varie rassegne internazionali sul tema della comunicazione.Interessante la pubblicazione nel 1975 da parte di Guido Le Noci del libro d'artista Calendario, con testi di Toti Carpentieri e prefazione dello stesso Pierre Restany.

## Opere
Sul finire degli anni Cinquanta e nei primi anni Sessanta l'artista elabora la serie Bianco Mediterraneo, opere a carattere informale che rivelano un'attenzione particolare verso il ruolo della materia e dei materiali, spesso assemblati insieme. Nei primi anni a Milano questo interesse trova uno sbocco efficace nella ricerca nel settore dell'arte programmata e cinetica, dove l'artista utilizza il cartoncino o il cartone "povero" da pacchi (Intrecci, 1962-'63), ma anche materiali metallici come l'acciaio inox lucidato a specchio o l'anticorodal (Strutture,1966). Con questa serie Marrocco consegue il IX Premio Silvestro Lega di Modigliana nel 1967. 

Altra interessante opera di questo periodo, a carattere quasi ludico, è il Giardino Ludens, prato di molle adatto ad essere installato per una pubblica fruizione tanto in spazi chiusi quanto all'aperto.
Sensibile a molteplici settori della ricerca estetica, l'artista rivela interesse per l'arte comportamentale, di cui diviene uno dei principali esponenti, effettuando performance e sperimentando il linguaggio del corpo (Uomo Ambiente; Terra, Cielo, Mare, Uomo) accanto ad altre forme di comunicazione di natura sonora (Sconcerto) o suggestiva (Rivelazioni I-V). 

Sempre nei primi anni Settanta esegue in pubblico le Tele colorate per combustione di fumogeni, grandiose realizzazioni elaborate secondo una sua tecnica esclusiva, i cui frammenti vengono anche utilizzati per le cosiddette fasciature, opere in legno avvolto con bende, garze, stracci e appunto brandelli di tela (Sogno di Ramses II; Dimore). Armi primitive come lance, sempre rigorosamente fasciate, e scudi arcaici in marmo e bronzo compaiono sempre più spesso in alcune delle sue installazioni ambientali. 

Parallelamente, Marrocco si dedica a pratiche performative e comportamentali centrate sulla scrittura come processo e articolate nei cicli Paleo-grafia, Rivelazione e stampa bocca o scrittura bocca, in cui l’artista mastica gli angoli di fogli di carta con la bocca piena di inchiostro. Dal 1976, per circa un decennio, partecipa alle mostre e alle esperienze di “scrittura attiva” attività promosse dal Mercato del Sale di Ugo Carrega, dove tiene pure tre personali (1979, 1981 e 1984). 
Negli anni Ottanta e Novanta sono frequenti le installazioni site specific, talora accompagnate da testi a parete trascritti personalmente dall’artista, accanto alle serie delle citate Dimore, nelle loro varie declinazioni (del poeta, dello sciamano, della gioia, dei sogni), delle Mappe stellari, realizzate a smalto su resina, delle Andromede e delle Battaglie nel cielo, nelle quali l’artista si confronta con la materia e con l’universo.
Nel 1994 la personale La via delle stelle curata da Toti Carpentieri alla Galleria Il Milione viene inaugurata con una performance sonora in cui Marrocco è affiancato dal Gruppo Hyperprism di Fernando Sulpizi, seguita da un intervento di Pierre Restany. Nello stesso anno, su incarico dell'Associazione Industriali della Provincia di Lecce, l’artista realizza una croce astile in argento che viene donata al Papa S.S.Giovanni Paolo II, in occasione della sua visita nel capoluogo salentino.
Tra le opere monumentali eseguite da Marrocco si menzionano la Città Palafitta, (1988), voluta da Pierre Restany per il Parco Olimpico di Seoul in Corea, la Fontana del Sole (1992) sita in Galatina e la Fontana degli Angeli (1992) allestita in Martano, nonché il Nautilus (1994) realizzato a Lecce.

Un discorso parallelo merita l'attività dell'artista in ambito sacro con innumerevoli realizzazioni in varie Basiliche d'Italia. Tra le tante si ricordano gli arredi sacri della Basilica di Santa Rita da Cascia (1978-88), i tre portali bronzei del Santuario di Santa Maria di Leuca (1999), il portale bronzeo del Duomo di Lecce (2000), il presbiterio e il tabernacolo per la Chiesa di Sant'Antonio al Fulgenzio a Lecce (2001), gli arredi sacri della Chiesa di San Biagio a Corsano (2002).
Negli ultimi due decenni Marrocco ha proseguito la sua ricerca artistica e ha tenuto numerose personali e collettive in spazi pubblici (2012, Colonia, Istituto Italiano di Cultura, Armando Marrocco. Io sono sempre io; 2019, Gallipoli, Castello, Cavalieri ardenti; 2021, Roma, Facoltà di Architettura – Sapienza Università di Roma, Dare forma. Identità e Visioni, a cura di Fernando Miglietta; 2022, Milano, Museo della Permanente, La Collezione; 2023, Treviglio, Museo Civico Ernesto e Teresa Della Torre, Premio Città di Treviglio. “Miracolo!”, a cura di Sara Fontana, https://www.trevigliomusei.it/2023-miracolo/) e privati (2009, Milano, Galleria Il Milione, Auree magie. Il mito dell’oro nell’arte di Armando Marrocco, a cura di Claudio Cerritelli; 2018, Alessandria, Galleria Vigato, Opere, testo critico di Giorgio Verzotti; 2022, Venezia, Galleria Luce Arte Moderna, Mnestica. Continuità nel tempo, a cura di Toti Carpentieri; 2022, Parigi, Galerie Robilant + Voena, Marrocco Twist, a cura di Carolyn H. Miner; 2023, Milano, Galleria Antonio Battaglia, Armando Marrocco. Pensierispaziotemporali – Milano sessant’anni dopo, a cura di Toti Carpentieri; 2023, Nardò, Galleria L’Osanna, Armando Marrocco. Astrazionipercettive, a cura di Toti Carpentieri; 2024, Venezia, Galleria Luce Arte Moderna, Convergenze spaziali, a cura di Toti Carpentieri e Michela Luce).